# Ventforet Kofu
Il Ventforet Kofu (ヴァンフォーレ甲府?, Vanfōre Kōfu) è una società calcistica giapponese con sede nella città di Kōfu. Milita in J2 League, seconda serie del campionato giapponese di calcio.
La parola "Ventforet" deriva dalla combinazione delle due parole francesi Vent ("Vento") e Foret ("Foresta"). Ciò deriva dalla famosa frase Fuu-Rin-Ka-Zan (風林火山) che Takeda Shingen, un daimyō di Kofu del periodo Sengoku, usò come grido di battaglia. Questa frase si riferisce al concetto di "Dolce come il vento, silenzioso come una foresta, feroce come il fuoco e immobile come una montagna".

## Storia

### Kofu Club
La squadra fu fondata nel 1965 dal club dei ragazzi della Dai-ichi High School, chiamato Kakujo Club.
Si iscrisse nel 1972 alla JSL Division 2 e giocò nella lega fino alla conclusione del campionato del 1992, anno in cui divenne uno dei membri fondatori della Japan Football League, all'epoca la seconda divisione nazionale.
Il Kofu Club era formato da membri volontari, i calciatori erano in gran parte dipendenti delle loro aziende sponsor.

### Ventforet Kofu
Nel 1995, il club fu rinominato Ventforet Kofu e si iscrisse alla J. League Division 2 nel 1999, anno di fondazione della lega. La società sopravvisse ad anni difficili, compresi tra il 1999 e il 2001, durante i quali soffrì di problemi finanziari, classificandosi all'ultimo posto per tre stagioni consecutive.
Il 2002 fu l'anno della svolta e la squadra iniziò a raccogliere discreti risultati sportivi. Il Kofu arrivò terzo nel 2005 e, dopo aver battuto il Kashiwa Reysol agli spareggi promozione, conquistò la massima divisione. Nel 2007, appena due anni dopo, tuttavia il club fu nuovamente retrocesso in J. League 2.
Nel 2022, vinse la prima Coppa dell'Imperatore della sua storia, battendo il Sanfrecce Hiroshima ai calci di rigore per 5-4, dopo che i tempi regolamentari e i tempi supplementari si erano chiusi sul punteggio di 1-1. Il trionfo consentì alla squadra di disputare la Champions League nella stagione successiva, eliminata agli ottavi di finale della competizione dai sudcoreani dell'Ulsan Hyundai.

## Allenatori
| N. |                     | Ruolo | Calciatore        |
| -- | ------------------- | ----- | ----------------- |
| 1  | Giappone (bandiera) | P     | Kōhei Kawata      |
| 3  | Giappone (bandiera) | D     | Taiga Son         |
| 4  | Giappone (bandiera) | D     | Hideomi Yamamoto  |
| 6  | Giappone (bandiera) | C     | Iwana Kobayashi   |
| 7  | Giappone (bandiera) | C     | Shō Araki         |
| 8  | Giappone (bandiera) | C     | Kōsuke Taketomi   |
| 9  | Giappone (bandiera) | A     | Kazushi Mitsuhira |
| 10 | Giappone (bandiera) | C     | Yoshiki Torikai   |
| 11 | Brasile (bandiera)  | A     | Macula            |
| 13 | Giappone (bandiera) | A     | Yukito Murakami   |
| 14 | Giappone (bandiera) | C     | Riku Nakayama     |
| 15 | Giappone (bandiera) | A     | Riku Iijima       |
| 16 | Giappone (bandiera) | C     | Kōya Hayashida    |
| 18 | Giappone (bandiera) | C     | Naoto Misawa      |
| 19 | Giappone (bandiera) | A     | Jumma Miyazaki    |
| 21 | Brasile (bandiera)  | C     | Renato Augusto    |

| N. |                          | Ruolo | Calciatore                    |
| -- | ------------------------ | ----- | ----------------------------- |
| 23 | Giappone (bandiera)      | D     | Masahiro Sekiguchi (capitano) |
| 24 | Giappone (bandiera)      | D     | Takahiro Iida                 |
| 26 | Giappone (bandiera)      | C     | Kazuhiro Satō                 |
| 29 | Giappone (bandiera)      | D     | Kaito Kamiya                  |
| 30 | Giappone (bandiera)      | C     | Kotatsu Kumakura              |
| 31 | Giappone (bandiera)      | P     | Kakeru Miyashita              |
| 32 | Corea del Sud (bandiera) | P     | Koh Bong-jo                   |
| 33 | Giappone (bandiera)      | P     | Kōdai Yamauchi                |
| 34 | Giappone (bandiera)      | C     | Takuto Kimura                 |
| 35 | Giappone (bandiera)      | D     | Taiju Ichinose                |
| 40 | Brasile (bandiera)       | D     | Eduardo Mancha                |
| 41 | Giappone (bandiera)      | D     | Miki Inoue                    |
| 44 | Giappone (bandiera)      | A     | Yamato Naito                  |
| 51 | Brasile (bandiera)       | C     | Adaílton                      |
| 88 | Giappone (bandiera)      | P     | Tsubasa Shibuya               |
| 99 | Nigeria (bandiera)       | A     | Peter Utaka                   |

| N. |                     | Ruolo | Calciatore        |
| -- | ------------------- | ----- | ----------------- |
| 1  | Giappone (bandiera) | P     | Kōhei Kawata      |
| 3  | Giappone (bandiera) | D     | Taiga Son         |
| 4  | Giappone (bandiera) | D     | Hideomi Yamamoto  |
| 6  | Giappone (bandiera) | C     | Iwana Kobayashi   |
| 7  | Giappone (bandiera) | C     | Shō Araki         |
| 8  | Giappone (bandiera) | C     | Kōsuke Taketomi   |
| 9  | Giappone (bandiera) | A     | Kazushi Mitsuhira |
| 10 | Giappone (bandiera) | C     | Yoshiki Torikai   |
| 11 | Brasile (bandiera)  | A     | Macula            |
| 13 | Giappone (bandiera) | A     | Yukito Murakami   |
| 14 | Giappone (bandiera) | C     | Riku Nakayama     |
| 15 | Giappone (bandiera) | A     | Riku Iijima       |
| 16 | Giappone (bandiera) | C     | Kōya Hayashida    |
| 18 | Giappone (bandiera) | C     | Naoto Misawa      |
| 19 | Giappone (bandiera) | A     | Jumma Miyazaki    |
| 21 | Brasile (bandiera)  | C     | Renato Augusto    |

| N. |                          | Ruolo | Calciatore                    |
| -- | ------------------------ | ----- | ----------------------------- |
| 23 | Giappone (bandiera)      | D     | Masahiro Sekiguchi (capitano) |
| 24 | Giappone (bandiera)      | D     | Takahiro Iida                 |
| 26 | Giappone (bandiera)      | C     | Kazuhiro Satō                 |
| 29 | Giappone (bandiera)      | D     | Kaito Kamiya                  |
| 30 | Giappone (bandiera)      | C     | Kotatsu Kumakura              |
| 31 | Giappone (bandiera)      | P     | Kakeru Miyashita              |
| 32 | Corea del Sud (bandiera) | P     | Koh Bong-jo                   |
| 33 | Giappone (bandiera)      | P     | Kōdai Yamauchi                |
| 34 | Giappone (bandiera)      | C     | Takuto Kimura                 |
| 35 | Giappone (bandiera)      | D     | Taiju Ichinose                |
| 40 | Brasile (bandiera)       | D     | Eduardo Mancha                |
| 41 | Giappone (bandiera)      | D     | Miki Inoue                    |
| 44 | Giappone (bandiera)      | A     | Yamato Naito                  |
| 51 | Brasile (bandiera)       | C     | Adaílton                      |
| 88 | Giappone (bandiera)      | P     | Tsubasa Shibuya               |
| 99 | Nigeria (bandiera)       | A     | Peter Utaka                   |

| J2 League 2025 | J2 League 2025 |
| --- | -------------- |
| Blaublitz Akita · Consadole Sapporo · Ehime · Fujieda MYFC · Imabari · Iwaki · JEF United · Júbilo Iwata · Kataller Toyama · Mito HollyHock · Montedio Yamagata · Oita Trinita · RB Omiya Ardija · Renofa Yamaguchi · Roasso Kumamoto · Sagan Tosu · Tokushima Vortis · V-Varen Nagasaki · Vegalta Sendai · Ventforet Kofu · |                |